# Cophyla pollicaris
Cophyla pollicaris es una especie de anfibio anuro de la familia Microhylidae. Es endémica de Madagascar, donde se encuentra en el norte, centro y este de la isla entre los 300 y los 1500 m de altitud. Se suele encontrar en las axilas de las hojas de árboles del género Pandanus y en los troncos de bambú, y en estos microhábitats es donde pone los huevos y los renacuajos se desarrollan.